# جمشیدآباد (آمل)
جمشیدآباد، روستایی است از توابع بخش مرکزی شهرستان آمل در استان مازندران ایران.این روستا در حاشیه رودخانه هراز و شهرک صنعتی چهل شهید قرار دارد و منبع آب کشاورزی این روستا از رودخانه هراز تأمین می‌شود بیشتر مردم کشاورز هستند و اغلب مردم این روستا برنج می کارند مردم این روستا شیعه هستند و به زبان مازندرانی لهجه آملی تکلم میکنند عده‌ای از مردم در شهرک صنعتی کار میکنند از گرده همایی مردم این روستا میتوان به عزاداری ایام محرم اشاره کرد که در تکیه امام حسین این روستا برگزار می‌شود از اماکن عمومی این روستا میتوان به زمین فوتبال ،آرامگاه بهشت فاطمه ،مسجد ابوالفضل ، تکیه امام حسین و مدرسه رسول فاضلی این روستا اشاره کرد دانش آموزان این روستا بعد از اتمام مقطع ابتدایی برای ادامه تحصیل به روستاهای اطراف یا شهر آمل می روند مردم برای خرید مایحتاج زندگی به روستای کمانگرکلا یا به شهر آمل می روند فاصله این روستا تا شهر آمل از جاده کلیکان ۶ کیلومتر است 

## جمعیت
این روستا در دهستان هرازپی جنوبی قرار داشته و براساس آخرین سرشماری مرکز آمار ایران که در سال ۱۳۸۵ صورت گرفته، جمعیت آن ۳۶۱ نفر (۸۹ خانوار) بوده‌است.